# Совіна (Підкарпатське воєводство)
Совіна (пол. Sowina) — село в Польщі, у гміні Колачиці Ясельського повіту Підкарпатського воєводства.
Населення — 981 особа (2011).
У 1975-1998 роках село належало до Кросненського воєводства.

## Демографія
Демографічна структура станом на 31 березня 2011 року:
|          | Загалом | Допрацездатний вік | Працездатний вік | Постпрацездатний вік |
| -------- | ------- | ------------------ | ---------------- | -------------------- |
| Чоловіки | 511     | 135                | 331              | 45                   |
| Жінки    | 470     | 103                | 276              | 91                   |
| Разом    | 981     | 238                | 607              | 136                  |